# Acid1
Acid1 – strona testująca przeznaczona dla przeglądarek internetowych. Stworzona w październiku 1998 była ważnym elementem w ustanowieniu interoperacyjności pomiędzy wczesnymi przeglądarkami, szczególnie w przypadku specyfikacji CSS1. Test w odróżnieniu od innych tego typu projektów używał jednej strony, na której sprawdzał wiele elementów.
Test Acid1 został wymyślony przez Todda Fahrnera, który był sfrustrowany brakiem testów potrzebnych do poprawienia zgodności pomiędzy przeglądarkami. Po przeglądnięciu testu Bradena McDaniela, który użył grafiki referencyjnej by pokazać wyniki, Fahrner rozwinął dużo bardziej ogólny test, który ostatecznie był dziwaczną grafiką. W roku 1999 test został dołączony do zestawu testów CSS1 pod numerem 5.5.26.c.
Następcami testu Acid1 są testy Acid2 oraz Acid3.

## Wyniki testów dla różnych przeglądarek
| Przeglądarka          | Wynik testu          | Wspierane systemy operacyjne                                                                          | Komentarz                                                                 |
| --------------------- | -------------------- | --- | ------------------------------------------------------------------------- |
| Safari 2.0            | przechodzi test      | Mac OS X 10.4.3+, Windows Vista i XP                                                                  |                                                                           |
| Prince XML 5.1        | przechodzi test      | Windows, Linux (Unix), Mac OS X                                                                       |                                                                           |
| Konqueror 3.5         | przechodzi test      | Linux (Unix)                                                                                          | Dostępny dla środowiska graficznego KDE 3.5 wydanego w październiku 2005. |
| Opera 8.0             | przechodzi test      | Windows, Linux (Unix), Mac OS X, Symbian, PocketPC                                                    | Wersja wydana w kwietniu 2005.                                            |
| iCab 3.0.3            | przechodzi test      | Mac OS 8.5-9.2.2, Mac OS X                                                                            | Wersja stabilna, wydana 18 sierpnia 2006.                                 |
| Shiira 2.0            | przechodzi test      | Mac OS X                                                                                              | Wersja stabilna, wydana 22 kwietnia 2007.                                 |
| Firefox 1.0           | przechodzi test      | Windows, Linux (Unix), Mac OS X                                                                       | Wersja wydana w listopadzie 2004.                                         |
| Internet Explorer 6.0 | przechodzi test      | Windows                                                                                               | Wersja wydana w październiku 2001.                                        |
| Dillo 0.8.6           | nie przechodzi testu | POSIX, Windows                                                                                        |                                                                           |
| Links 2.1pre33        | nie przechodzi testu | AIX, BeOS, Cygwin, Digital Unix, FreeBSD, HP-UX, IRIX, Linux, Windows, NetBSD, OpenBSD, OS/2, RISC OS |                                                                           |
| Arachne 1.90;J1       | nie przechodzi testu | MS-DOS i kompatybilne, Windows 95/98, Linux                                                           |                                                                           |